# Sour El Ghozlane
Pour les articles homonymes, voir Aumale.
Sour El-Ghozlane (anciennement Auzia puis Aumale durant l'époque de colonisation française) est une commune de la wilaya de Bouira en Algérie.

## Étymologie
L'origine du nom Sour El Ghozlane  remonte au mot arabe les murs (ou ruines) des gazelles 

## Géographie

### Relief
La topographie dans un rayon de 3 kilomètres autour de Sour el Ghozlane présente des variations d'altitude très importantes, avec une variation d'altitude maximale de 355 mètres et une altitude moyenne au-dessus du niveau de la mer de 920 mètres. Dans un rayon de 16 kilomètres, les variations d'altitude sont très importantes (1 201 mètres). Dans un rayon de 80 kilomètres, les variations d'altitude sont également extrêmes (2 307 mètres).
1. La zone dans un rayon de 3 kilomètres autour de Sour el Ghozlane est couverte de terres cultivées (67 %) et de pâturages (11 %),
2. dans un rayon de 16 kilomètres de terres cultivées (62 %) et de pâturages (13 %),
3. dans un rayon de 80 kilomètres de terres cultivées (35 %) et de végétation clairsemée (29 %).

### Climat
| Mois                              | jan. | fév. | mars | avril | mai  | juin | jui. | août | sep. | oct. | nov. | déc. |
| --------------------------------- | ---- | ---- | ---- | ----- | ---- | ---- | ---- | ---- | ---- | ---- | ---- | ---- |
| Température minimale moyenne (°C) | −1   | 0    | 2    | 4     | 8    | 13   | 16   | 17   | 13   | 9    | 4    | 0    |
| Température maximale moyenne (°C) | 11   | 12   | 15   | 18    | 23   | 28   | 32   | 32   | 27   | 22   | 16   | 12   |
| Précipitations (mm)               | 46,5 | 43,5 | 41,8 | 45,7  | 37,6 | 12,3 | 38   | 9,7  | 26,5 | 34   | 45,3 | 49,2 |
| dont pluie (mm)                   | 46,5 | 43,5 | 41,8 | 45,7  | 37,6 | 12,3 | 3,8  | 9,7  | 26,5 | 34   | 45,3 | 49,2 |
| dont neige (cm)                   | 5,36 | 4,74 | 1,18 | 0,1   | 0,01 | 0    | 0    | 0    | 0    | 0    | 5,7  | 3,12 |

| Diagramme climatique                                  |         |         |         |         |          |        |         |          |       |         |         |
| J                                                     | F       | M       | A       | M       | J        | J      | A       | S        | O     | N       | D       |
| 11−146,5                                              | 12043,5 | 15241,8 | 18445,7 | 23837,6 | 281312,3 | 321638 | 32179,7 | 271326,5 | 22934 | 16445,3 | 12049,2 |
| Moyennes : • Temp. maxi et mini °C • Précipitation mm |         |         |         |         |          |        |         |          |       |         |         |

### Situation
| Raouraoua | Aïn Bessem       | El Hachimia |
| Dechmia   | Sour El Ghozlane | El Hachimia |
| Maamora   | Dirrah           | El Hakimia  |

## Histoire

### Préhistoire

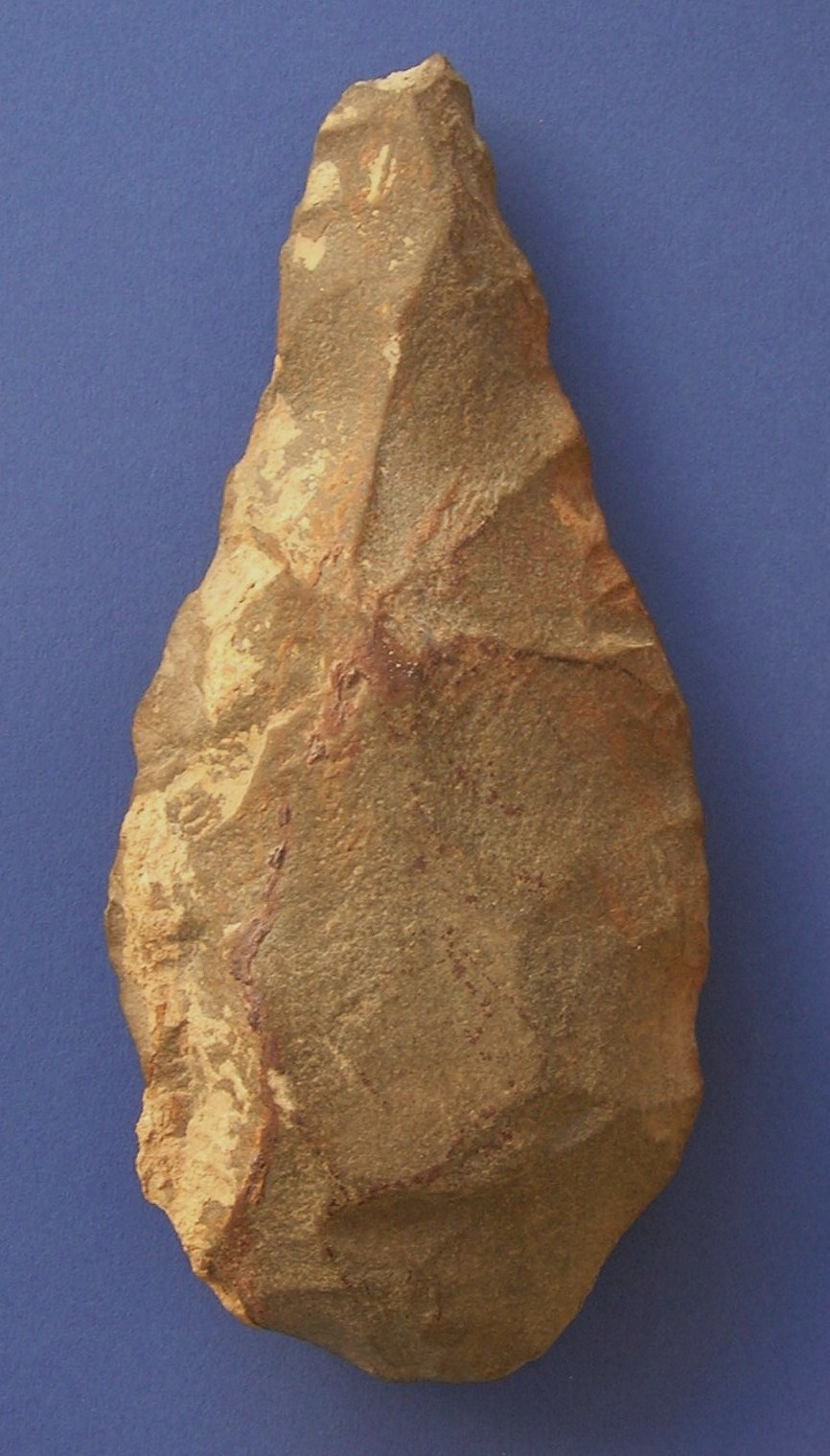
Biface trouvé à Sour El-Ghozlane (22 cm)

Un outil préhistorique (biface) témoignant de la présence humaine dès l'époque préhistorique a été trouvé à l'ouest de la ville.

### Période romaine

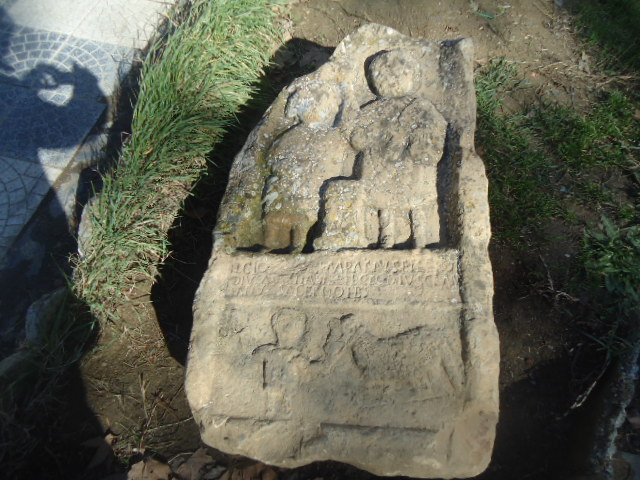
Vestige de l'antiquité

Il s'agit d'une ville habitée depuis la préhistoire, la première ville fondée en province romaine dans le centre de l'Algérie profonde, une forteresse romaine mais à l'origine, une ville numide. Sa construction date de l'an 33 av. J.-C. sous le règne de l'empereur Auguste. Auzia devint vite une cité puissante, capitale des régions des hauts-plateaux, ce qui relègue à un rôle secondaire l'importance stratégique de la cité romaine de Djemila, l'antique Cuicul, dans la wilaya de Sétif en raison de son éloignement des centres de pouvoir romain. 
Elle fut aussi un lieu touristique le plus fréquenté pour la chasse des gazelles que la ville elle-même fut dénommé par l'administration algérienne Sour-El-Ghozlane signifiant Rempart des Gazelles. Pendant longtemps, Auzia était une ville commerçante mais son développement fut entravé par plusieurs conflits internes et de violentes révoltes tribales.

### Époque coloniale française
Sour El-Ghozlane (« Le rempart des gazelles ») servit sous la colonisation française de poste militaire à partir de 1845 et reçut le nom d'Aumale, en l'honneur du duc d'Aumale, fils de Louis-Philippe.

## Démographie
| 1975   | 1990   | 2000   | 2015   |
| ------ | ------ | ------ | ------ |
| 17 531 | 35 896 | 45 469 | 57 280 |

## Administration
Le centre de population d'Aumale est créé à Sour El Ghozlane en 1846 ; il est érigé en commune de plein exercice par décret du 05 septembre 1859. Il est rattaché au département de Médéa en 1956

## Transport

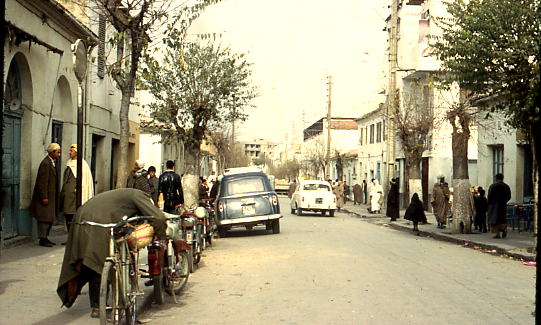
Sour El-Ghozlane, la rue principale en 1971

- Route N 08
- Route N 62
- Route W 20
- Route W127

## Économie

### Industrie
La ville compte depuis 1983, une des douze cimenteries du Groupe industriel des ciments d'Algérie (GICA), produisant environ un million de tonnes de ciment par an et employant environ 400 personnes.

## Sport

### Football
La ville possède une équipe de football depuis appelée l'Entente de Sour El Ghozlane (ESG)

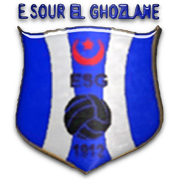
E Sour El Ghozlane

## Patrimoine
|    | Les sites                | Aperçu historique | Illustration                      |
| -- | ------------------------ | --- | --------------------------------- |
| 01 | La ville antique d'Auzia | Sour El Ghozlane conserve de nombreux monuments de la ville antique d'Auzia, dont la grande muraille de presque 3,6 km en état moyen mais parfaitement conservée à certains endroits. Auzia compte trois portes principales d'accès à la ville qui existent jusqu’à présent. Des portes qui présentent la structure typique des villes romaines, à croix latine. | Vestige avec inscription en latin |
| 02 | La caserne               | L’ancienne caserne française (centre de torture) | الثكنة القديمة سور الغزلان        |
| 03 | Les portes               | 1. La porte d'Alger 2. La porte de Sétif 3. La porte de Boussaâda |                                   |

## Littérature
- Dans La Chimère et le Gui (éd. des Écrivains, 2002), le général Norbert Molinier évoque longuement son enfance à Aumale.
- Un texte de Jean Sénac intitulé Poésie de Sour-El-Ghozlane a été publié en 1981 par L'Orycte, et repris dans Jean Sénac, Pour une terre possible (Paris, Marsa), en 1999.
- Conrad Detrez, Vital Lahaye et René Souny ont enseigné au début des années 1970 au lycée El-Ghazali de Sour El-Ghozlane.

## Personnalités liées à la commune
- Mourad Kaouah (1919-1989), footballeur y est né
- M'hamed Aoune (1927-2018), y a vécu
- Messaour Boulanouar (1933-2015), poète y est né
- Kaddour M'Hamsadji (1933), poète y est né
- Jean-Claude Brialy (1933-2007), acteur français y est né.
- Djamel Amrani (1935-2005), poète y est né
- Arezki Metref (1952), poète y est né

## Galerie

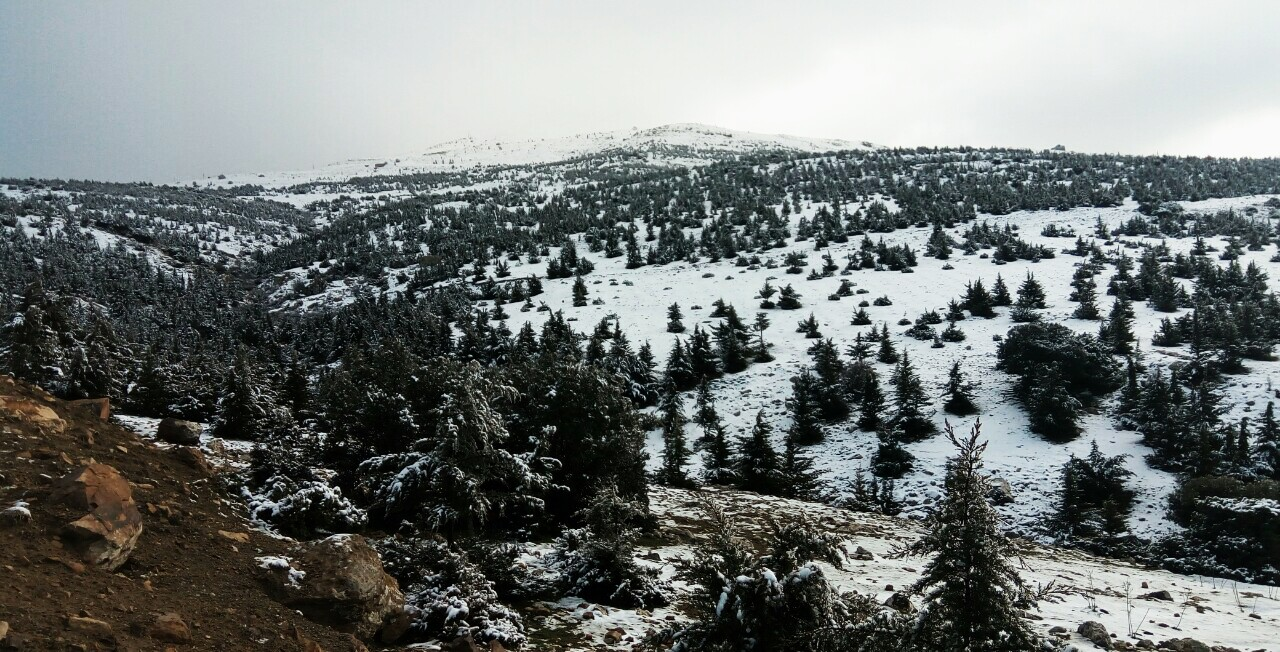
Djebel Dira
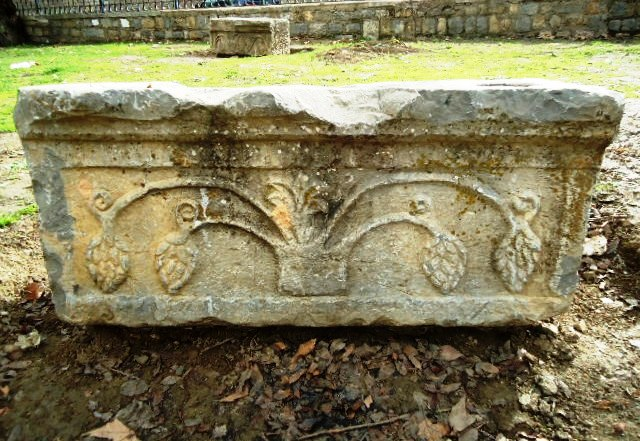
Vestige de l'époque Romaine
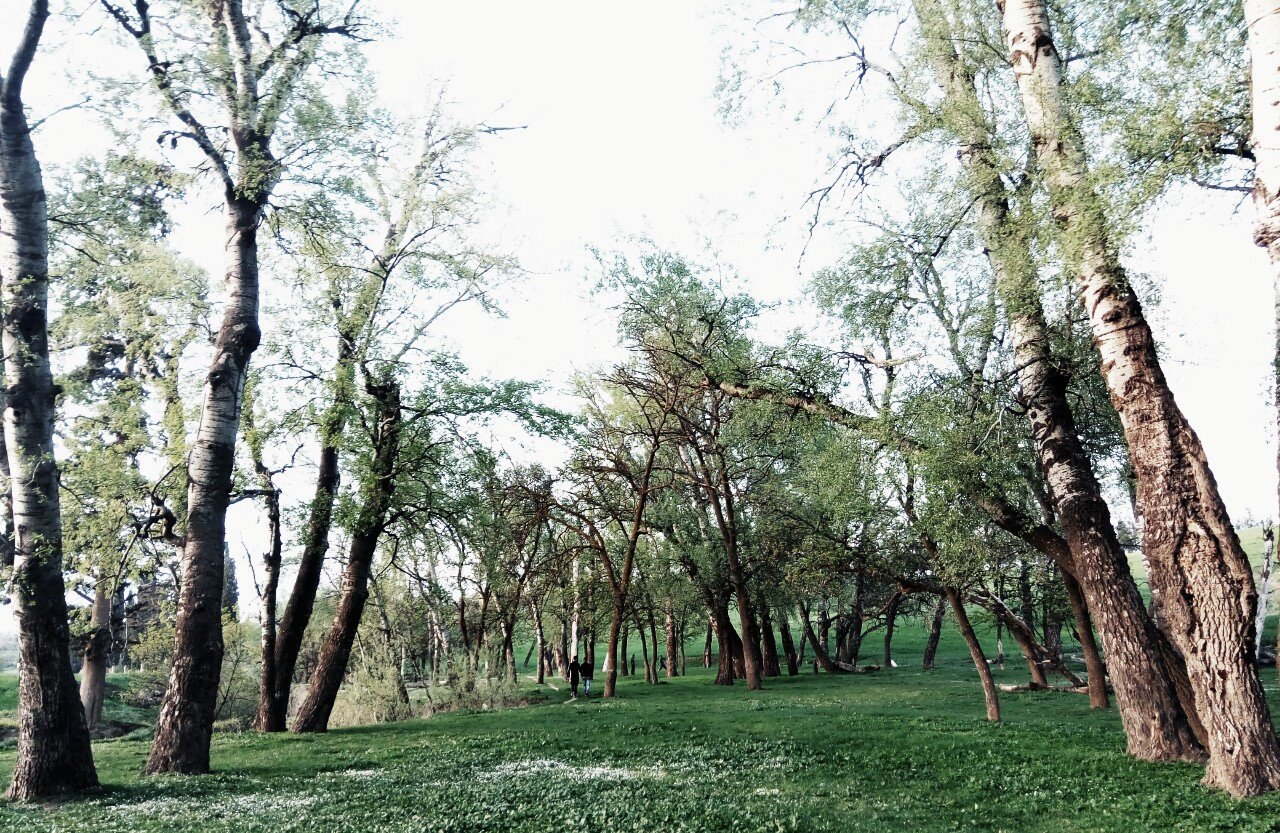
Oued Djagham
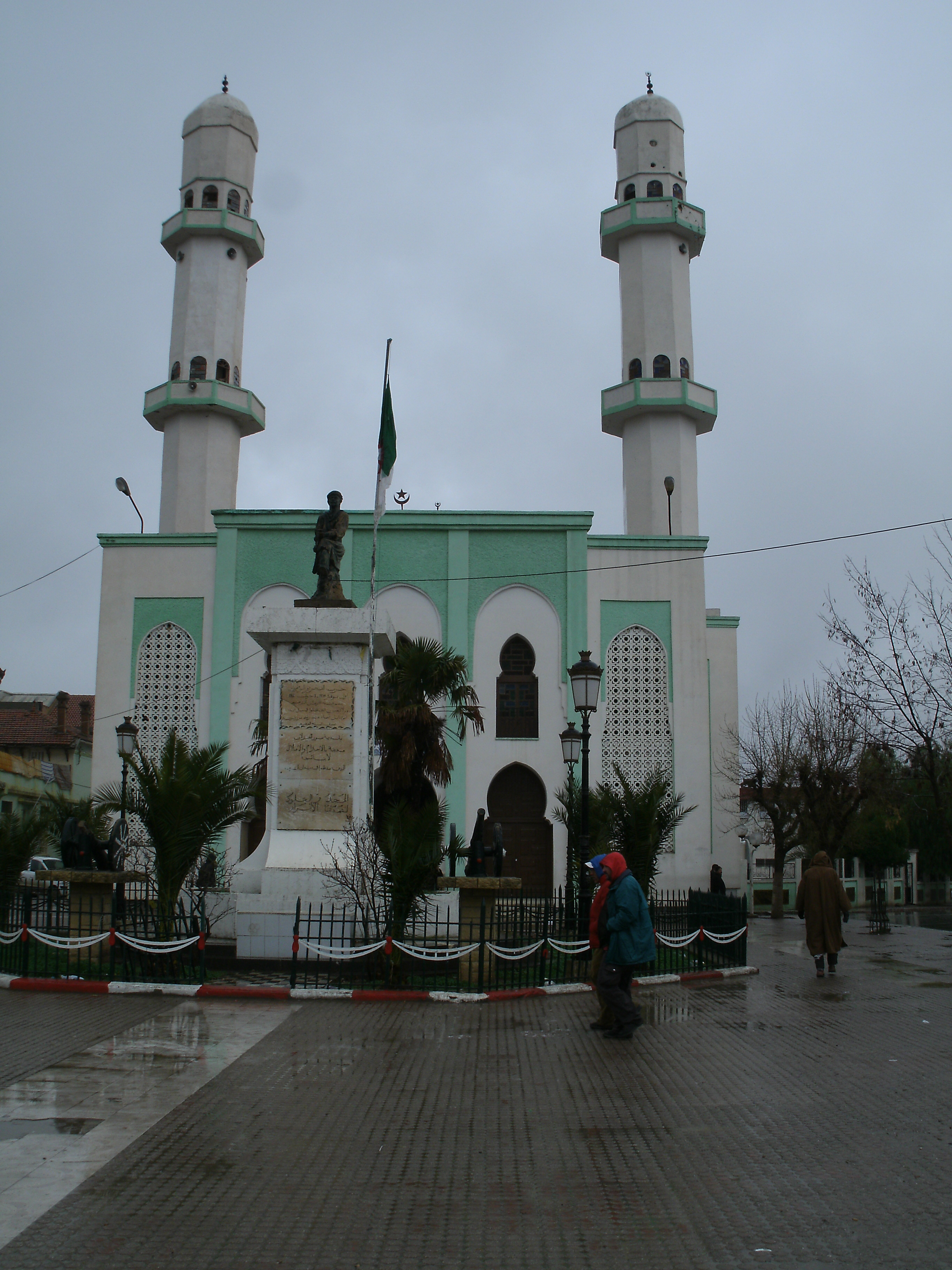
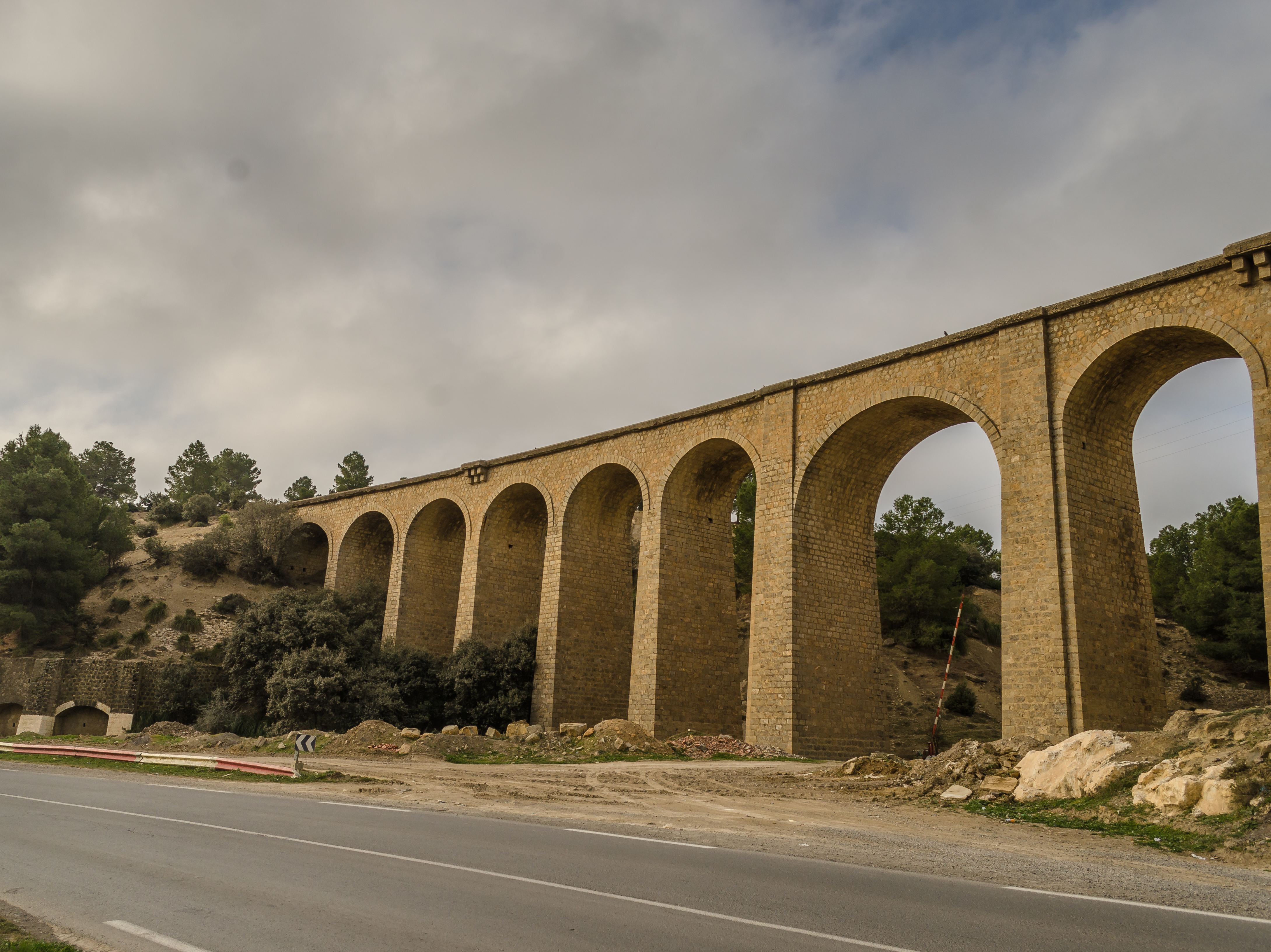
Aqueduc
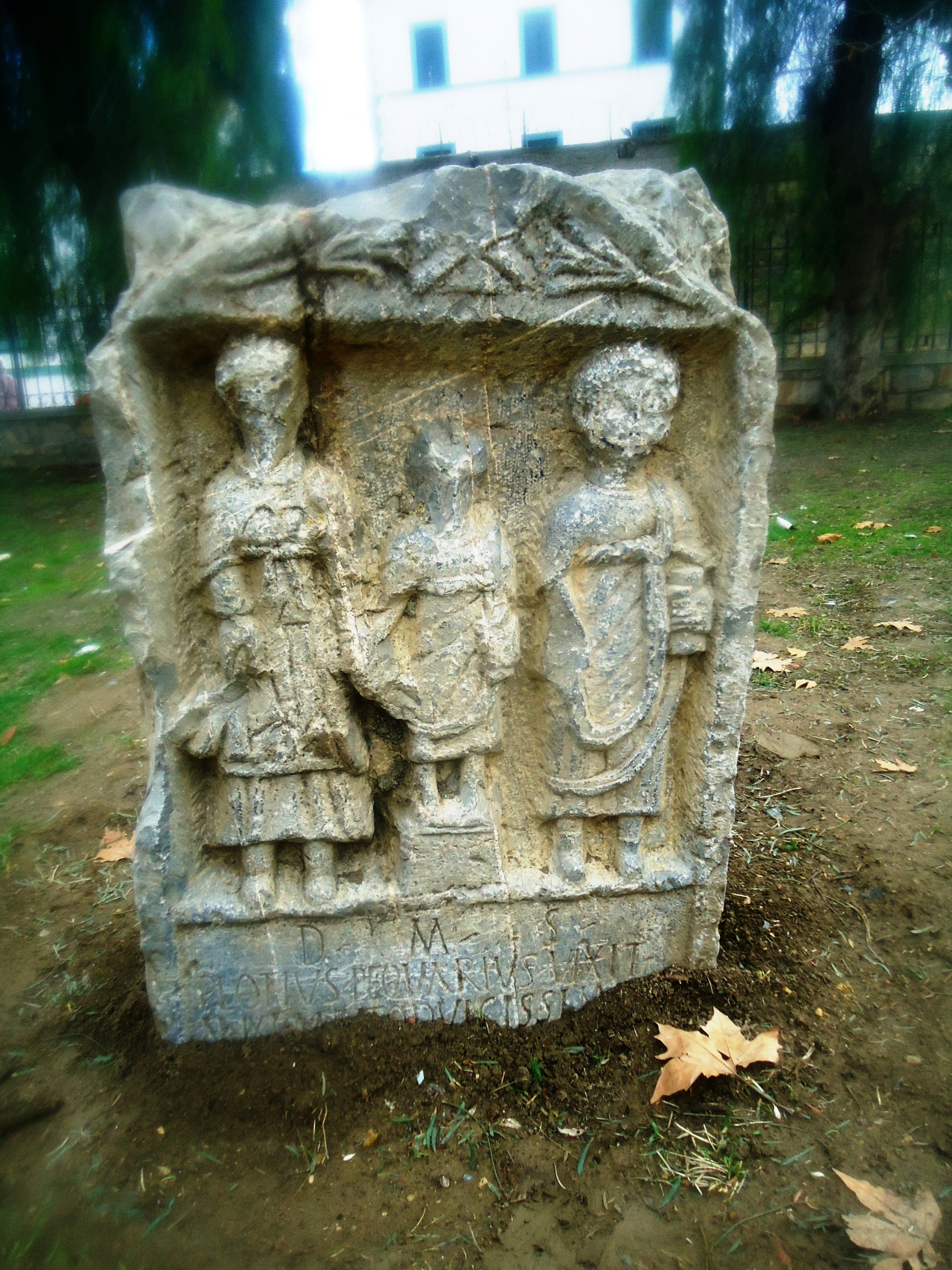
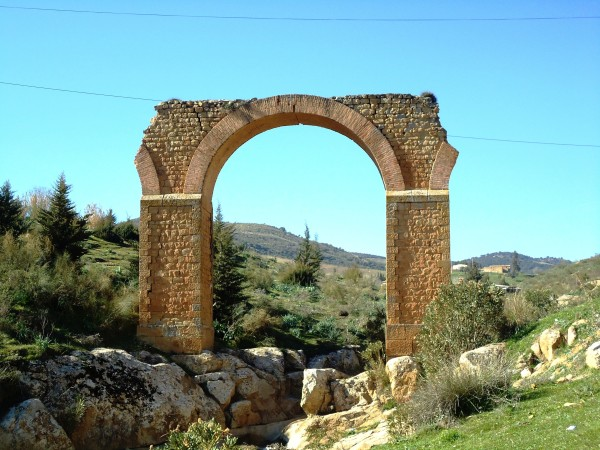
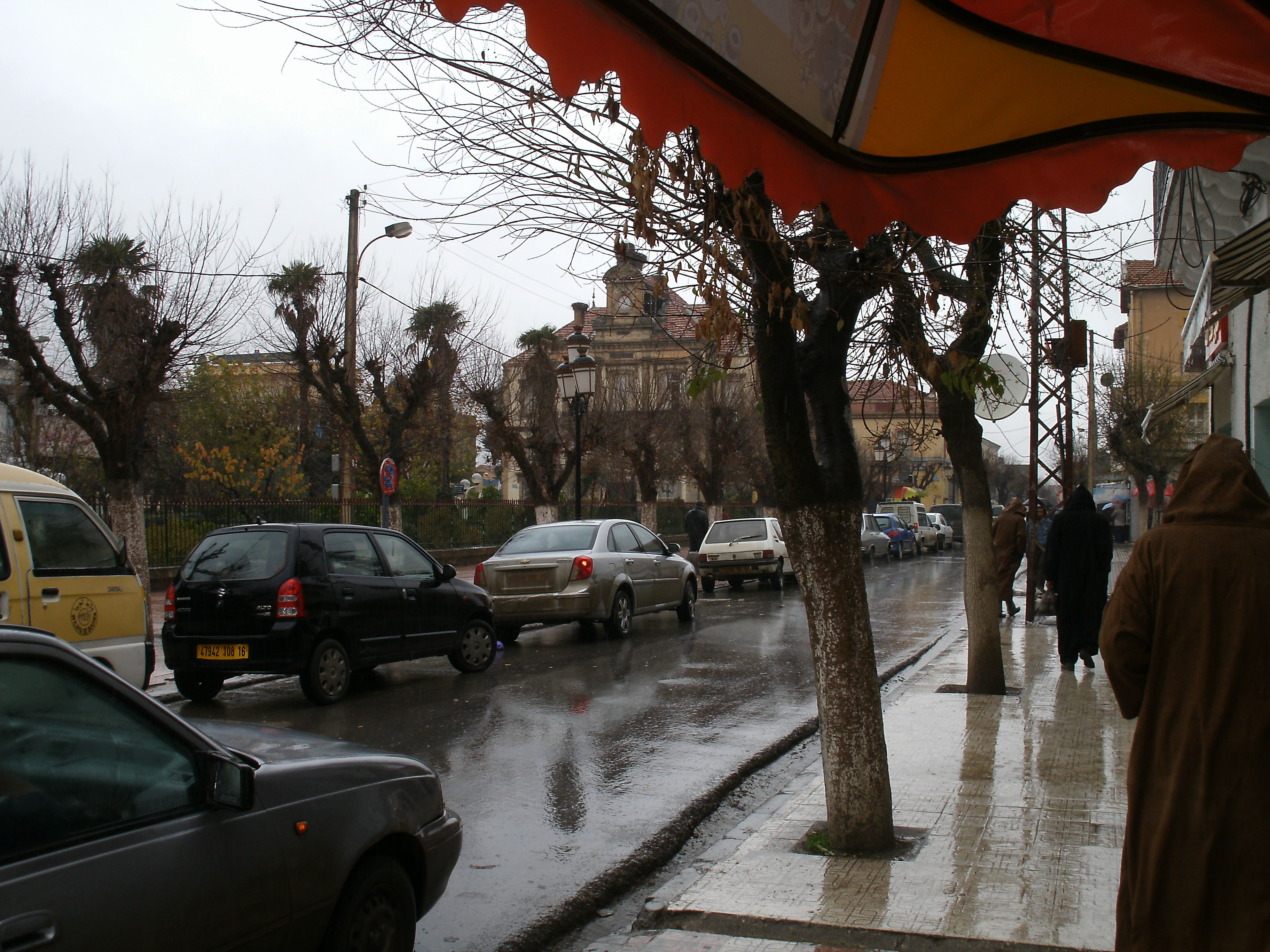